# Harm Heijes
Harm Heijes (Oude Pekela, 25 december 1919 - Vught, 22 augustus 1944) was een Nederlandse werknemer op een houtfabriek en verzetsstrijder.

## Biografie
Heijes was een zoon van de timmerman Boelo Heijes en Renske Wester. Hij was ongehuwd. Heijes was  gereformeerd.
Heijes woonde te Nieuwe Pekela. Naast werknemer bij een houtfabriek was hij illegaal werker tijdens de Tweede Wereldoorlog. Daarnaast was hij verzetsstrijder in de stad Groningen en in de Achterhoek. Hij voerde als schuilnamen Harry A. van Rhenen en Kleine Wim. Hij werd op 8 maart 1944 in Groningen in de val gelokt en gearresteerd op het door de SD bezette adres. Heijes werd gevangengezet op het Scholtenhuis te Groningen, Amersfoort en kreeg z.g. bunkerstraf. Na vele martelingen te hebben ondergaan, werd hij op 22 augustus 1944 in Kamp Vught gefusilleerd. Kort voor zijn terechtstelling getuigde hij van geloof en verklaarde dat hij volkomen bereid was te sterven.
Heijes is begraven op het kerkhof bij de Nederlandse Hervormde Kerk te Nieuwe Pekela. In deze plaats is een straat naar hem genoemd.